# Сус (вілаєт)
Сус (араб. ولاية سوسة‎‎) — вілаєт Тунісу. Адміністративний центр — м. Сус. Площа — 2 669 км². Населення — 579 200 осіб (2007).

## Географічне положення
Розташований в північно-східній частині країни. На південному заході межує з вілаєтом Монастір, на півдні — з вілаєтом Махдія, на заході — з вілаєтом Кайруан, на північному заході — з вілаєтом Загуан, на півночі — з вілаєтом Набуль. На сході омивається водами Середземного моря (затока Хаммамет).

## Населені пункти
- Сус
- Акуда
- Буфіша
- Енфіда
- Ез-Зухур
- Хаммам-Сус
- Геркла
- Каляа-ель-Кебіра
- Каляа-ес-Сагіра
- Кондар
- Ксібет-Сараєт
- Мессаадін
- Мсакен
- Сіді-бу-Алі
- Сіді-ель-Гані
- Заув'єт-Сус